# Pazderny
Pazderny jsou osadou, jež je součástí obce Oslov. Nachází se v Jihočeském kraji v Okrese Písek. Je to malá osada, která leží mezi Oslovem a Tuklekami. Pazderna byla venkovská budova, kde se sušily a zpracovávaly textilní rostliny, např. len či konopí (pazdeří je dřevitý odpad z jejich stonků). Protože v pazdernách bylo zvýšené nebezpečí požáru, stavěly se v určité vzdálenosti od ostatních obydlí. Poté se k této budově přidala další a stávaly se z ních tak osady až vesnice. To byl jeden z důvodů, proč leží mezi a nejsou přímo spojena s jednou či onou vesnicí. Pazderny jsou asi o 15 metrů nad mořem výš než obě dvě vesnice.